# Kyrkligt kulturminne

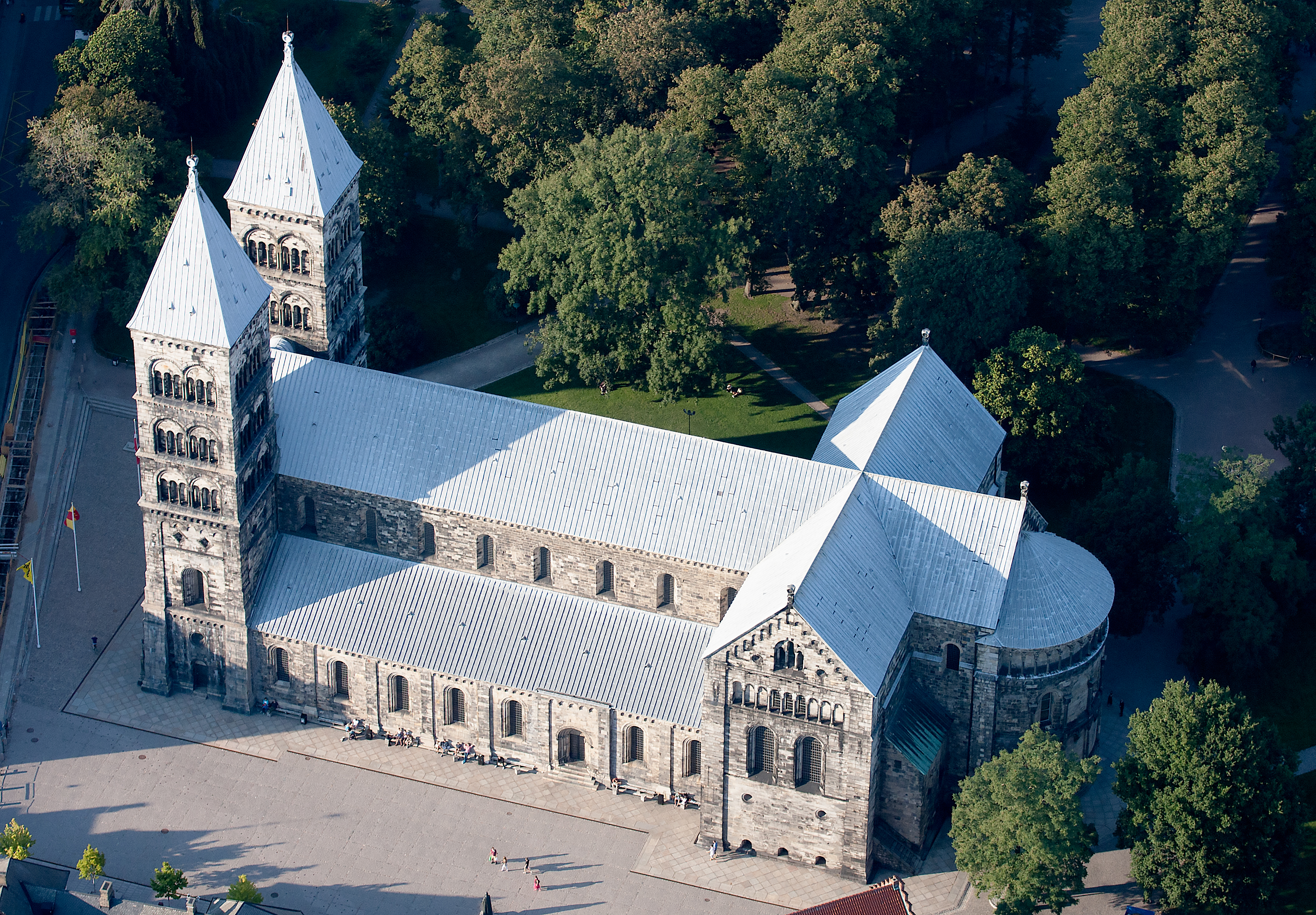
Lunds domkyrka från 1100-talet.

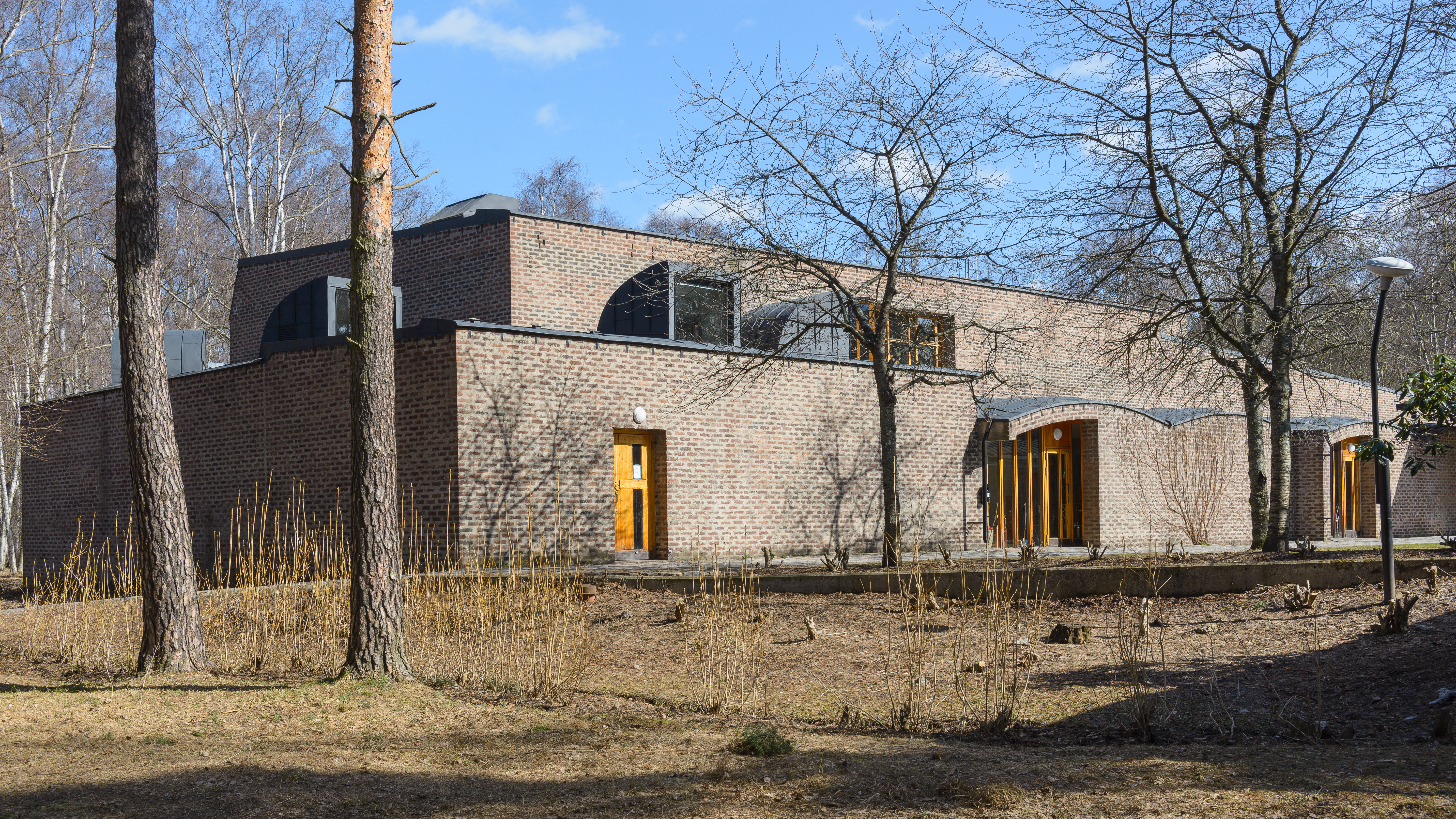
Markuskyrkan färdigställd 1960 tillhör de yngre kyrkliga kulturminnena.

Kyrkliga kulturminnen har skydd enligt 4 kapitlet i kulturmiljölagen. Alla Svenska kyrkans kyrkobyggnader, kyrkotomter och begravningsplatser som är uppförda eller anlagda före 1940 har detta skydd. Det finns också ett antal yngre kyrkor som är skyddade enligt särskilt beslut av Riksantikvarieämbetet. De skyddade anläggningarna och byggnaderna är dokumenterade i Bebyggelseregistret (BBR) hos Riksantikvarieämbetet (RAÄ).
Föremål som är skyddade enligt lagen är till exempel fast inredning i kyrkan, gravvårdar, textilier såsom mässhakar och antependier, ljuskronor och måleri.
Kyrkliga kulturminnen får inte förändras, repareras eller flyttas från den plats där de sedan gammalt hör hemma utan ett tillstånd från Länsstyrelsen. Om byggnaden eller ett föremål behöver rengöras eller vårdas ska arbetet utföras av en konservator. Enklare, små lagningar får dock utföras utan tillstånd. Om man är osäker om tillstånd krävs är det alltid bäst att först kontakta Länsstyrelsen, stiftet, länsmuseum eller en byggnadsantikvarie.